# X Apodis
X Apodis är en förmörkelsevariabel av Mira Ceti-typ  i stjärnbilden Paradisfågeln.
Stjärnan varierar mellan magnitud +12,1 och<16,5  med en period av ungefär 239 dygn.